# I Dzsun
I Dzsun (hangul: 이준, RR: Lee Joon; születési neve: 이창선 I Cshangszon (I Changseon); 1988. február 7.–) dél-koreai énekes, táncos, színész és modell, 2014 decemberéig az MBLAQ együttes tagja. Színészként a Nindzsagyilkos című amerikai filmben debütált, Rain fiatalkori énjét alakította. 2013-ban főszerepet kapott Kim Gidok (Kim Gideok) Rough Play című filmjében.

## Élete és pályafutása
I Dzsun (I Jun) pályafutását modellként kezdte, számos reklámban szerepelt.
2009. október 9-én debütált Rain Legend of Rainism koncertjén az MBLAQ együttes tagjaként. Ugyanebben az évben mentora, Rain fiatalkori énjét alakította a Nindzsagyilkos című amerikai filmben.
2010-ben két televíziós sorozatban kapott szerepet, a Jungle Fish 2-ban, és a Housewife Kim Kwang Ja's Third Activity-ben.
2011-ben a Gnómeó és Júlia című animációs film koreai szinkronjához kölcsönözte a hangját.
2013-ban I főszerepet kapott Kim Gidok (Kim Gideok) Rough Play című filmjében, ahol alakításáért pozitív kritikákat kapott.
2014 decemberében bejelentette, hogy kiválik az MBLAQ együttesből, mert színészi karrierjére szeretne koncentrálni.
2017. október 24-én kezdte meg - 21 hónapos - kötelező sorkatonai szolgálatát. Archiválva 2018. január 2-i dátummal a Wayback Machine-ben

## Magánélete
I Dzsun (I Jun) modern táncot és modern balettet tanult a Szöuli Művészeti Középiskola, majd a Koreai Nemzeti Művészeti Egyetem hallgatójaként.
Az énekes 2010-ben bevallotta, hogy álmatlanságban és extrém hangulatingadozással járó bipoláris zavarban szenved.
2011. február 3-án az SBS csatorna Inkigayo című műsorának próbáján I hányni kezdett, kórházba vitték, ahol belsőfül-gyulladást állapítottak meg. Egy időre minden fellépését törölni kellett.

## Filmográfia

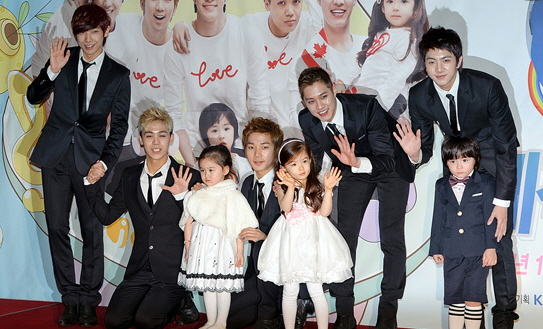
I Dzsun (bal szélen) együttesével és az MBLAQ's Hello Baby című műsor gyerekszereplőivel

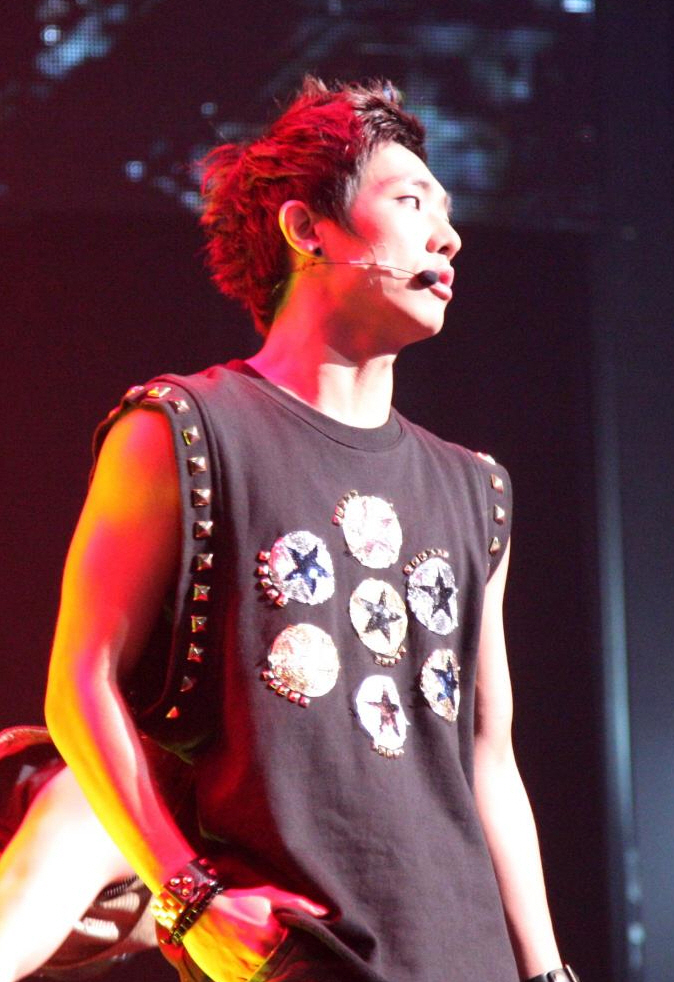
I Dzsun 2011-ben

### Film
| Év   | Cím               | Szerep                  |
| ---- | ----------------- | ----------------------- |
| 2009 | Nindzsagyilkos    | Fiatal Raizo            |
| 2011 | Gnómeó és Júlia   | Gnómeó koreai hangja    |
| 2011 | Jungle Fish 2     | An Bau (Cinderella Man) |
| 2013 | Rough Play        | O Jong (O Yeong)        |
| 2016 | Szöul, végállomás | Ki Woong (hang)         |

### Videóklipek
| Év   | Cím                                          | Előadó    |
| ---- | -------------------------------------------- | --------- |
| 2010 | Going Crazy                                  | Kan Mijon |
| 2011 | 가슴이 뛴다 (My Heart is Beating)            | K.Will    |
| 2011 | 입이 떨어지지 않아서 (Can't Open Up My Lips) | K.Will    |
| 2011 | Bubble Pop!                                  | Hyuna     |
| 2014 | Singing Got Better                           | Ailee     |

### Televízió
| Év   | Cím                                                    | Szereplő       | Csatorna    |
| ---- | ------------------------------------------------------ | -------------- | ----------- |
| 2008 | 그분이 오신다 (Here He Comes)                          | önmaga         | MBC         |
| 2009 | Idol Army                                              | önmaga         | MBC         |
| 2009 | Art of Seduction                                       | önmaga         | Mnet        |
| 2010 | Housewife Kim Kwang Ja's Third Activities              | Csin           | MBC         |
| 2010 | M! Countdown                                           | műsorvezető    | Mnet        |
| 2010 | Shin PD                                                | önmaga         | SBS         |
| 2010 | Making the Artist                                      | önmaga         | GOMTV       |
| 2010 | MBLAQ Goes To School                                   | önmaga         | Mnet        |
| 2010 | Idol United                                            | önmaga         | MTV         |
| 2010 | Star Golden Bell                                       | önmaga         | KBS         |
| 2011 | 100 Points Out of 100 Points aka "Oh! My School"       | önmaga         | KBS         |
| 2011 | Sesame Player                                          | önmaga         | Mnet        |
| 2012 | MBLAQ's Hello Baby                                     | önmaga         | KBS         |
| 2012 | Pit-a-Pat Shake!                                       | önmaga         | MBC         |
| 2012 | History of the Salaryman                               | önmaga (cameo) | SBS         |
| 2012 | Strongest K-Pop Survival                               | önmaga (cameo) | Channel A   |
| 2012 | Idol Manager                                           | önmaga         | MBC         |
| 2012 | I Need a Fairy                                         | Dzsun          | KBS2        |
| 2012 | We Got Married 4. évad O Jonszóval.                    | vőlegény       | MBC         |
| 2013 | Iris II                                                | Jun Sihjok     | KBS2        |
| 2013 | The Dramatic                                           | önmaga         | MBC Every1  |
| 2013 | The Human Condition: The Conditions of a Vacation      | önmaga         | KBS         |
| 2014 | Kaptong                                                | Lju Theo       | tvN         |
| 2014 | Mr. Back                                               | Cshö Dehan     | MBC         |
| 2015 | Pinocchio                                              | Fama (cameo)   | SBS         |
| 2015 | Phungmunuro thurosszo (Heard It Through the Grapevine) | Han Inszang    | SBS         |
| 2016 | Vampire thamdzsong (Vampire Detective)                 | Jun Szan       | OCN         |
| 2016 | Woman with a Suitcase                                  | Ma Seok Woo    | MBC         |
| 2017 | Abodzsiga iszanghe (My Father is Strange)              | An Dzsunghi    | KBS2        |
| 2021 | A nyugalom tengere                                     | Rju Theszok    | Netflix     |
| 2021 | Bulgasal: A halhatatlan lelkek                         | Ok Ulthe       | tvN/Netflix |
| 2022 | Pulgun tangsim (Red Heart)                             | I The          | KBS2        |